# اکس ۲۵

اکس ۲۵

اولین شبکه اتصالگرا، X.25 بود که در دهه ۱۹۷۰ تا ۱۹۸۰ وارد سرویس شد. اکس.۲۵ در دهه ۱۹۷۰ توسط سی‌سی‌آی‌تی‌تی (CCITT) به منظور تهیه رابطی بین شبکه‌های راه گزینی بسته‌ای مشتریان آن‌ها توسعه داده شد. و تا حدودی با موفقیت نسبی کار کرد. در این شبکه، ابتدا رایانهٔ مبدأ با مقصد تماس تلفنی برقرار می‌کند و بعد از آن می‌توانند با هم در ارتباط باشند. از آنجایی که در یک لحظه تماس‌های مختلفی می‌تواند وجود داشته باشد، لذا به هر تماس یک شماره داده می‌شود. بسته‌های داده در این نوع شبکه‌ها بسیار ساده بودند و از یک سرآیند ۳ بایتی و بدنه ۱۲۸ بایتی تشکیل می‌شد. قرارداد لایهٔ فیزیکی که ایکس-۲۱ نام دارد، رابط فیزیکی و الکتریکی و رویه‌ای را بین میزبان در شبکه تعیین می‌کند. تعداد اندکی از شبکه‌های عمومی از این استاندارد پشتیبانی کردند زیرا به‌جای سیگنال‌دهی آنالوگ، مستلزم سیگنال‌دهی دیجیتال در خطوط تلفن است. به عنوان راه حل موقتی، رابط آنالوگی مشابه با استاندارد آراس-۳۲۲ تعریف شد.
استاندارد لایه پیوند داده‌ها تنوع زیادی دارد (که اغلب باهم سازگار نیستند). همه آن‌ها برای برطرف کردن خطاهای موجود در خط تلفن بین تجهیزات کاربر (میزبان یا پایانه) و شبکه عمومی (مسیریابها) طراحی شدند.
قراردادِ لایهٔ شبکه، با آدرس‌دهی، کنترل جریان، تایید، تحویل، وقفه‌ها و موارد مربوط سر و کار دارد. این لایه به کاربر اجازه می‌دهد تا مدارهای مجازی ایجاد کرده و بسته‌هایی تا ۱۲۸ بایت را به آن‌ها ارسال کند. این بسته‌ها با اعتماد و به ترتیب تحویل می‌شوند. سرعت بیشتر شبکه‌های اکس.۲۵ تا ۶۴ کیلوبیت بر ثانیه است که بسیاری از اهداف را به علت قدیمی بودن برآورده نمی‌کند. با این وجود به صورت گسترده به کار رفته‌اند.
اکس.۲۵ اتصال گراست و مدارهای مجازی راه‌گزینی و مدارهای مجازی دایمی را پشتیبانی می‌کند. مدار مجازی راه‌گزینی وقتی ایجاد می‌شود که رایانه بسته‌ای را به شبکه ارسال کرده و بخواهد با رایانهٔ راه دور ارتباط برقرار کند. با به وجود آمدن این مدار بسته‌ها ارسال می‌گردد و به ترتیب به مقصد می‌رسند. اکس.۲۵ کنترل جریانی را تدارک می‌بیند تا یقین پیدا کند که فرستنده سریع به دام گیرنده کند یا شلوغ نیفتد.
مدار مجازی ثابت مانند مدار مجازی راه‌گزینی مورد استفاده قرار می‌گیرد اما این مدار از قبل بر اساس توافق بین مشتری و حامل ایجاد می‌شود. همواره وجود دارد و برای استفاده از آن احتیاجی به فراخوانی نیست. این مدار مشابه خط اجاره‌ای است.
چون هنوز دنیا پر از پایانه‌هایی است که صحبت از اکس.۲۵ نیست. مجموعه دیگری از استاندارد تعریف شدند که ارتباط پایانه معمولی (فاقد هوش) با شبکه عمومی اکس.۲۵ را توصیف می‌کند. در نتیجه کاربر یا اپراتور شبکه جعبه سیاهی را ایجاد می‌کند که این پایانه‌ها به آن متصل می‌شوند. جعبه سیاه پد تجزیه و مونتاژ بسته نام دارد. قرارداد استانداردی بین پایانه و پد تعریف شد که نامش ایکس-۲۸ است و همین‌طور قرارداد استاندارد دیگری بین پد و شبکه وجود دارد که نامش ایکس-۲۹ است. این سه قرارداد با هم ایکس سه‌گانه نامیده می‌شوند.

## واژه‌نامه
1. ↑  Header
2. ↑  PAD